# Egon Zeis
Egon Zeis (23. července 1880 Tábor – 26. února 1955 Praha) byl český soudce, místopředseda Nejvyššího správního soudu a člen Ústavního soudu Československé republiky.

## Život
Jeho otcem byl Emanuel Zeis, táborský starosta a poslanec Českého zemského sněmu. Egon se věnoval především ústavnímu a správnímu právu. K roku 1918 působil jako prezidiální tajemník zemské správní komise. Poté jako soudce Nejvyššího správního soudu a později také jako jeho místopředseda (tzv. druhý president; prvním byl až do roku 1938 Emil Hácha). V letech 1930 až 1936 pracoval též jako člen Ústavního soudu Československé republiky, předtím byl od roku 1928 náhradníkem jeho soudce JUDr. Václava Kindla.
Z funkce místopředsedy Nejvyššího správního soudu byl odvolán na jaře 1944, avšak po skončení druhé světové války se do ní opět vrátil. Po únoru 1948 byl ale z justice propuštěn do výslužby pro „nedostatečný kladný poměr k ROH“.
Od roku 1911 do roku 1955 bydlel s manželkou Adélou na Janáčkově nábřeží čp.1115/15 (dříve Ferdinandovo nábřeží 1115/26)

## Dílo
- Egon Zeis: Nástin rakouského práva ústavního se zvláštním zřetelem k zemím koruny české, vlastním nákladem, Praha 1910
- Egon Zeis: Král. česká hospodářská akademie v Táboře, Královská česká hospodářská akademie v Táboře, Tábor 1914
- Egon Zeis: Služební poměr úředníků v podnicích hospodářských a lesnických podle zákona ze dne 13. ledna 1914 ř. z. č. 9, Edvard Reich, Olomouc 1914
- Egon Zeis: O publikaci zemských zákonů a nařízení zemských řádů, vlastním nákladem, Praha 1916
- Jaroslav Šafář, Egon Zeis: Finanční hospodářství obcí, J. Otto, Praha 1936
- Josef Kliment, Egon Zeis: Československé správní řízení, Právnické knihkupectví a nakladatelství V. Linhart, Praha 1937
- Egon Zeis: Zákony lesní, honební, rybářské a o ochraně výroby zemědělské, platné v zemi české a moravsko-slezské, Československý Kompas, Praha 1937